# افلاطون (مسلسل)
المسلسل من نوع الدراما الاجتماعية الرومانسية، جاري انتاجه وعرضه في رمضان 2025.
.

## الممثلون
- جميلة عوض